# Last Exit (Band)
Last Exit war eine britische Jazz-Fusion-Band, die 1974 in Newcastle upon Tyne gegründet wurde und bis 1977 existierte.
Sie ist vor allem als die Gruppe bekannt, in der Sting spielte, bevor er mit The Police berühmt wurde.

## Biografie
Der Keyboarder Gerry Richardson und der Bassist Sting waren vorher Mitglieder der Newcastle Big Band. Frustriert über den Mangel an Ehrgeiz und das konservative Repertoire der Band sowie beeinflusst von modernen Jazz-Ensembles wie Weather Report und Return to Forever, beschlossen sie, ihre eigene Gruppe zu gründen. Der Name der Band stammt aus Hubert Selbys Roman Last Exit to Brooklyn. Die erste Besetzung bestand aus dem Schlagzeuger Ronnie Pearson, dem Gitarristen John Hedley, Richardson und Sting. Die Band war mehrere Jahre lang eine der führenden Bands in Newcastle. Sie veröffentlichten 1975 eine Single, Whispering Voices/Evensong (zwei Richardson-Kompositionen) und später eine Kassette mit dem Titel First from Last Exit, die neun Songs enthielt.
1976 sah die Leiterin des Musikverlags von Richard Branson Last Exit bei einem Auftritt in Newcastle und nahm sie unter Vertrag. Virgin finanzierte die Aufnahme eines Demos in London. Wilson organisierte einige Auftritte, einen doppelseitigen Artikel in Sounds und spielte das Demo großen Plattenfirmen vor. Es kam kein Plattenvertrag zustande. 1977 zog Last Exit nach London, aber nach ein paar Auftritten kehrte die Hälfte der Band nach Newcastle zurück, und Sting und Richardson begannen sich nach anderen Jobs umzusehen. Richardson arbeitete als musikalischer Leiter in der Band von Billy Ocean, während Sting zusammen mit Stewart Copeland und Henri Padovani The Police gründete.
Mehrere Last Exit-Songs wurden später von Sting überarbeitet und von The Police und Sting veröffentlicht. The Bed’s Too Big Without You, I Burn for You und "Oh My God" wurden von The Police unter gleichem Titel aufgenommen.
1996 lud Sting Gerry Richardson ein, auf seinem Album Mercury Falling Orgel zu spielen. 2003 gründete Richardson eine Band namens The Big Idea; Sting sang 2010 als Gastsänger eine Version von Graham Bonds Springtime in the City auf dem zweiten Album der Band, This ... Is What We Do.

## Bandmitglieder
- Sting – Gesang, Bass
- Gerry Richardson – Keyboards
- Terry Ellis – Gitarre
- John Hedley – Gitarre
- Ronnie Pearson – Schlagzeug

## Diskographie
- First from Last Exit (1975) (auf Kassette)
- Whispering Voices/Evensong (1975, Single)